# Emil Hirschfeld

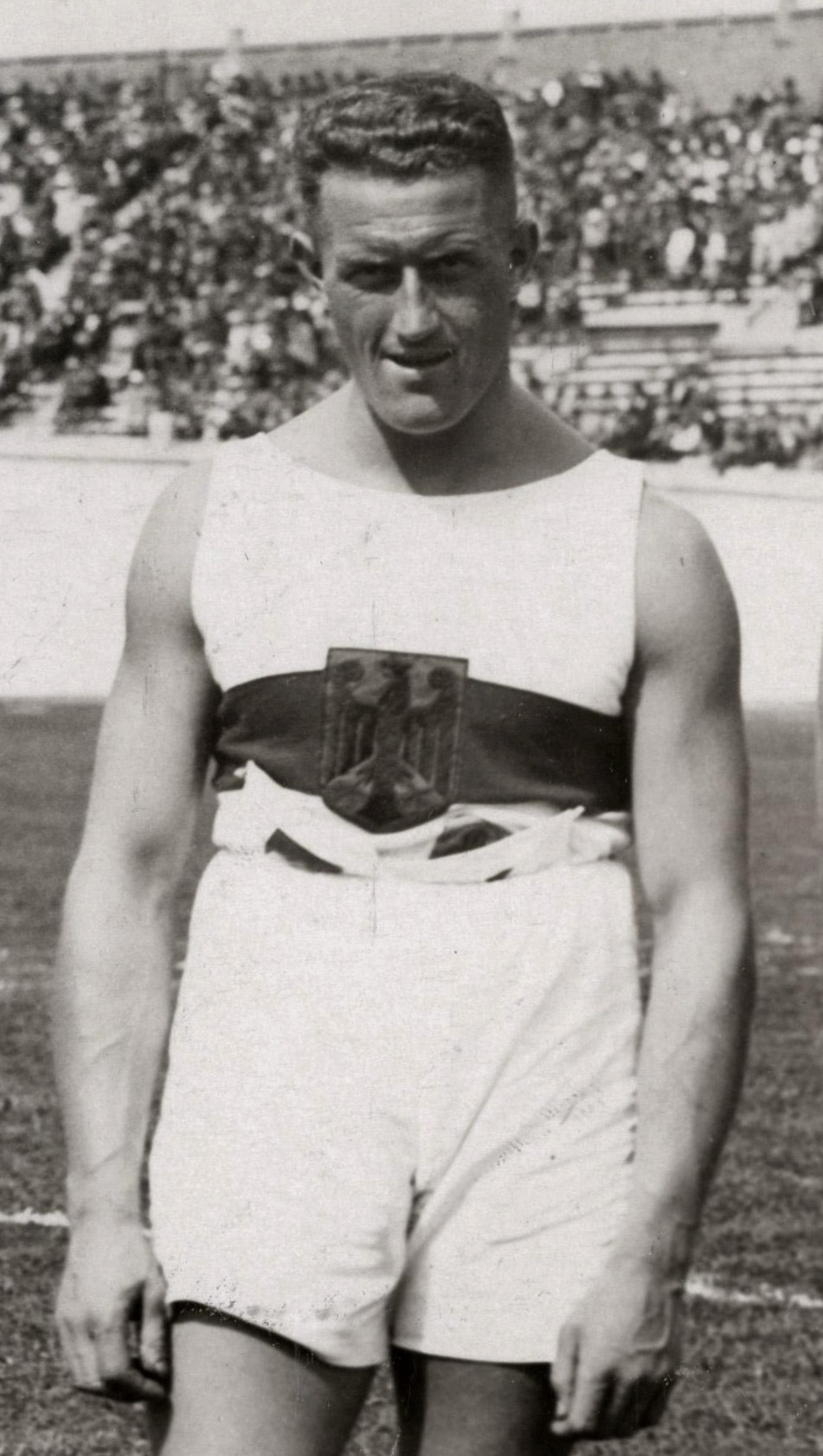
Emil Hirschfeld, 1928

Emil Hirschfeld (* 31. Juli 1903 in Danzig; † 23. Februar 1968 in Ost-Berlin) war ein deutscher Leichtathlet.

## Leben
Hirschfeld gewann bei den Olympischen Spielen 1928 in Amsterdam die Bronzemedaille im Kugelstoßen (15,72 m-14,98-15,52-15,63-14,78-15,01). Kurz nach den Olympischen Spielen stellte Hirschfeld einen neuen Weltrekord im Kugelstoßen mit der Weite von 16,04 m auf. Er war damit der Erste, der die 16-Meter-Marke übertraf.
Die Amsterdamer Bronzemedaille ging später während eines Bombenangriffs in Berlin verloren und wurde erst 1955 bei Ausschachtungsarbeiten wiedergefunden. Hirschfeld erhielt sie zurück und setzte sie daraufhin als Preis für denjenigen DDR-Athleten aus, der als nächster seine persönliche Bestleistung von 16,05 m übertreffe.
Er nahm auch an den Olympischen Spielen 1932 in Los Angeles teil, jedoch ohne Medaillenerfolg: Im Kugelstoßen wurde er Vierter mit 15,56 m, im Diskuswurf erreichte er mit der Vorkampfweite von 42,42 m Platz 13.
Er errang sieben Deutsche Meistertitel in unterschiedlichen Disziplinen: Im Kugelstoßen 1928, 1929, 1931 und 1932, dazu wurde er in dieser Disziplin 1927 und 1933 Vizemeister. Im Diskuswurf 1929 und 1932 sowie ein Vizemeistertitel 1933. Schließlich wurde er 1928 Deutscher Meister im beidarmigen Kugelstoßen. Bei dieser nur wenige Jahre ausgeübten Disziplin wurde die Kugel nicht etwa gleichzeitig mit beiden Armen gestoßen, sondern es wird nacheinander mit dem linken und dem rechten Arm gestoßen und die beiden erzielten Weiten addiert.
Nach dem Zweiten Weltkrieg arbeitete er als Trainer, so 1950 beim Aufbau des Leichtathletikstützpunktes Einheit Mitte Halle zusammen mit Ewald Mertens (Olympiateilnehmer 1936/800 Meter) und Rudolf Kahnt („Ostzonenmeister“ /
1500 Meter, 1948).
Emil Hirschfeld startete für den SV Hindenburg Allenstein. Er hatte bei einer Größe von 1,84 m ein Wettkampfgewicht von 88 kg.